# Wheeler (Illinois)
Wheeler és una població dels Estats Units a l'estat d'Illinois. Segons el cens del 2000 tenia 119 habitants.

## Demografia
Segons el cens del 2000, Wheeler tenia 119 habitants, 41 habitatges, i 30 famílies. La densitat de població era de 79,2 habitants/km².
Dels 41 habitatges en un 41,5% hi vivien nens de menys de 18 anys, en un 51,2% hi vivien parelles casades, en un 19,5% dones solteres, i en un 26,8% no eren unitats familiars. En el 22% dels habitatges hi vivien persones soles el 9,8% de les quals corresponia a persones de 65 anys o més que vivien soles. El nombre mitjà de persones vivint en cada habitatge era de 2,9 i el nombre mitjà de persones que vivien en cada família era de 3,43.
Per edats la població es repartia de la següent manera: un 34,5% tenia menys de 18 anys, un 11,8% entre 18 i 24, un 29,4% entre 25 i 44, un 14,3% de 45 a 60 i un 10,1% 65 anys o més.
L'edat mediana era de 27 anys. Per cada 100 dones de 18 o més anys hi havia 95 homes.
La renda mediana per habitatge era de 24.250 $ i la renda mediana per família de 23.333 $. Els homes tenien una renda mediana de 24.500 $ mentre que les dones 14.375 $. La renda per capita de la població era de 9.425 $. Aproximadament el 28,1% de les famílies i el 27,4% de la població estaven per davall del llindar de pobresa.

## Poblacions més properes
El següent diagrama mostra les poblacions més properes.